# 間投イントネーション
間投イントネーション（かんとうイントネーション, 英語: interjectional intonation）は、北陸地方（富山県・石川県・福井県）を中心に用いられる日本語の方言のイントネーションである。ゆすり調（ゆすりちょう）、うねり音調（うねりおんちょう）、ゆすりアクセント、ゆすりイントネーションなどとも呼ばれる。

## 概要
北陸地方を中心とするいくつかの方言では、語尾や会話の区切りといった文節末で、上下にうねるような抑揚が現れる。これを山口幸洋は「間投イントネーション」と名付け、「聞手の注意をひきつけ、たえず反応を確めつつ、話者自身の余裕を保つ」機能があると分析した。
新田哲夫によると、福井県嶺北方言の間投イントネーションには以下の三つの特徴があり、そのうち1と2は石川県金沢市方言にも共通するとしている。
1. 間投イントネーションが現れる箇所は長音化する
2. 末尾の長音に被さったイントネーションにわずかなくぼみがある
3. イントネーションのくぼみが起こる直前には大きな下降がある場合とない場合がある

また、嶺北方言と金沢方言の違いとして、嶺北方言では間投助詞と間投イントネーションは同時に現れないのに対し、金沢方言では間投イントネーションのあとに間投助詞が来たり、間投助詞そのものに間投イントネーションが被さったりすることもあるという。

## 使用例
[はアクセント・イントネーションの上昇、]はアクセント・イントネーションの下降を表わす。
- [ホヤケ]ド[ー　[ウ]ラ[ー　イ[マ]ノ　コ[ラ]ト　チ[ゴテ（そうだけど、私、今の子らと違って：旧織田町笈松方言）[1]
- [ア]ノ[オ]ー（あの：旧織田町方言）[1]
- [ホ]ンデ[ネ]ー[ー　または　[ホ]ンデ]ー[ー]ネ（それでね：金沢市方言）[1]

## 間投イントネーションが使用される方言
- 富山弁
- 飛騨弁
- 能登弁
- 加賀弁
- 福井弁
- 嶺南方言
- 近江弁（北部の湖北・湖西の一部）
- 丹波方言（舞鶴弁・福知山弁）
- 丹後弁
- 但馬弁